# Saint-Martin-aux-Chartrains
Saint-Martin-aux-Chartrains település Franciaországban, Calvados megyében. Lakosainak száma 427 fő (2022. január 1.). Saint-Martin-aux-Chartrains Canapville, Reux, Saint-Étienne-la-Thillaye, Saint-Gatien-des-Bois, Tourville-en-Auge és Pont-l'Évêque községekkel határos.

## Népesség
A település népessége az elmúlt években az alábbi módon változott:
| Lakosok száma | 262  | 309  | 369  | 382  | 398  | 410  | 412  | 422  | 425  | 427  |
|               | 1968 | 1982 | 1990 | 2006 | 2013 | 2015 | 2017 | 2019 | 2020 | 2022 |